# Consell
Consell è un comune spagnolo di 3 515 abitanti situato nella comunità autonoma delle Baleari.